# دابلیو. لوئیس بردفیلد
دابلیو. لوئیس بردفیلد (انگلیسی: W. Louis Bradfield; ۱۳ ژوئن ۱۸۶۶ – ۱۲ اوت ۱۹۱۹) بازیگر اهل پادشاهی متحد بریتانیای کبیر و ایرلند بود.